# San Vicente Pacaya
San Vicente Pacaya é uma cidade da Guatemala do departamento de Escuintla.